# Bazyli Wielki Komnen
Bazyli Wielki Komnen (ur. 1315, zm. 6 kwietnia 1340) – cesarz Trapezuntu od 22 września 1332 do 6 kwietnia 1340 roku. 

## Życiorys
Był młodszym synem cesarza Aleksego II Komnena i gruzińskiej księżniczki Dżiadżak Dżakeli. W sierpniu 1332 – po obaleniu cesarza Manuela II – Bazyli został koronowany na cesarza. W 1335 zawarł małżeństwo z Ireną Paleolog, nieślubną córką cesarza bizantyńskiego Andronika III Paleologa. Będąc żonaty popełnił bigamię, zawierając drugie małżeństwo z Ireną z Trapezuntu. Drugie małżeństwo wywołało protesty, m.in. duchowieństwa. Bazyli zmarł 6 kwietnia 1340, zapewne otruty.
Bazyli miał następujące dzieci:
- Aleksy (ur. 1337, zm. 1349)
- Jan, panujący jako Aleksy III Komnen (1338–1390)
- Maria Komnena, poślubiła w 1352 Fahreddin Kutlug bega, emira Ak Kojunlu
- Teodora Komnena, poślubiła w 1358 Hajji 'Umara, emira Chalybii